# Eng Hian
Eng Hian (Surakarta, 17 de mayo de 1977) es un deportista indonesio que compitió en bádminton, en la modalidad de dobles. Participó en dos Juegos Olímpicos de Verano en los años 2000 y 2004, obteniendo una medalla de bronce en Atenas 2004 en la prueba de dobles.

## Palmarés internacional
| Juegos Olímpicos | Juegos Olímpicos | Juegos Olímpicos  | Juegos Olímpicos |
| Año              | Lugar            | Medalla           | Prueba           |
| ---------------- | ---------------- | ----------------- | ---------------- |
| 2004             | Atenas (Grecia)  | Medalla de bronce | Dobles           |